# Махута, Наная
Наная Кибелл Махута (маори Nanaia Cybelle Mahuta, род. 21 августа 1970, Окленд, Новая Зеландия) — новозеландская женщина-политик. Член Лейбористской партии. Министр иностранных дел Новой Зеландии с 6 ноября 2020 года (первая женщина на этой должности) по 11 ноября 2023 года.

## Биография
Член Палаты представителей Новой Зеландии с 1996 года, с 2008 года представляла маори в избирательном округе Хаураки-Уаикато, стала первой женщиной в парламенте с татуировкой на подбородке (маори moko kauae), традиционной для народа маори. В прошлом — министр по делам развития маори (2017—2020), министр местного самоуправления (2005—2008 и 2017—2020), министр таможни (2005—2008).
1 февраля 2023 года получила в правительстве нового премьер-министра Криса Хипкинса портфель министра разоружения и контроля над вооружениями.
14 октября 2023 года лейбористы проиграли парламентские выборы. Сама Махута в своём округе Хаураки-Уаикато уступила кандидатке от Партии маори Хане-Рохити Маипи-Кларк, которая в возрасте 21 года оказалась самым молодым депутатом новозеландского парламента за 170 лет.
11 ноября 2023 года генерал-губернатор Новой Зеландии временно переназначил лейбористское правительство до формирования коалиционного правительства победителей (Махута была исключена из нового состава Кабинета).